# Nineta guadarramensis
Nineta guadarramensis is een insect uit de familie van de gaasvliegen (Chrysopidae), die tot de orde netvleugeligen (Neuroptera) behoort. 
Nineta guadarramensis is voor het eerst wetenschappelijk beschreven door E. Pictet in 1865.